# Cinquantième district congressionnel de Californie
Le 50e district congressionnel de Californie est un district de l'État américain de Californie et englobe des parties de la Mid-Coast et du nord-est du Comté de San Diego. Scott Peters est actuellement le Représentant américain pour le 50e district de Californie.
Le district se trouve actuellement dans le Comté de San Diego. Il comprend les parties côtières et centrales de la ville de San Diego, y compris des quartiers tels que Carmel Valley, La Jolla, Point Loma et le centre-ville de San Diego ; les banlieues de San Diego de Poway et Coronado ; et les campus d'écoles telles que l'Université de Californie à San Diego (partielle), l'Université Point Loma Nazarene, l'Université de San Diego et divers collèges du San Diego Community College District. Une grande partie de ce territoire se trouvait dans le 52e district de 2013 à 2023.
De 2003 à 2013, la 52e de Californie comprenait de nombreuses banlieues nord et est de San Diego, notamment Santee, Lakeside, Poway, Ramona, La Mesa, Alpine, Winter Gardens, Borrego Springs et Spring Valley. En raison du redécoupage après le recensement américain de 2010, une grande partie de cette zone fait désormais partie du 50e district.
Bien qu'il ait été inculpé par un grand jury fédéral pour abus de fonds de campagne, Duncan D. Hunter a été réélu de justesse dans cette circonscription en 2018. Le 3 décembre 2019, il a plaidé coupable à un chef d'accusation de complot d'utilisation abusive des fonds de campagne, et on s'attendait à ce qu'il démissionne avant d'être condamné le 17 mars 2020. Le 7 janvier 2020, il a soumis des lettres de démission à la Speaker de la Chambre Nancy Pelosi et au Gouverneur de Californie Gavin Newsom, indiquant que sa démission prendrait effet à la fermeture des bureaux le 13 janvier. Un jour plus tard, le bureau de Newsom a déclaré qu'il n'y aurait pas d'élections spéciales pour pourvoir le siège, et celui-ci est donc resté vacant jusqu'à ce qu'il soit pourvu en janvier 2021, à la suite des élections régulières prévues en 2020. Ammar Campa-Najjar, le candidat démocrate pour le siège en 2018, et le Républicain Darrell Issa, qui représentait auparavant le 49e district congressionnel de Californie, ont participé à cette élection. Issa a remporté le siège par 8 points.

## Géographie
| #  | Comté     | Siège     | Population |
| -- | --------- | --------- | ---------- |
| 73 | San Diego | San Diego | 3 269 973  |

À partir du redécoupage de 2020, le 50e district congressionnel de Californie est situé en Californie du Sud. Il englobe la majeure partie de la région de South Bay dans le Comté de San Diego.
Le Comté de San Diego est divisé entre ce district, le 48e district, le 49e district, le 51e district et le 52e district. Les 50e et 48e sont divisés par Gopher Canyon Rd, Escondido Freeway, Mountain Meadow Rd, Hidden Meadows, Reidy Cyn, N Broadway, Cougar Pass Rd, Adagio Way, Calle Ricardo, Tatas Place, Rue Montreux, Jesmond Dene Rd, Ivy Dell Ln, N Centre City Parkway, Highway 15, Richland Rd, Vista Canal, Woodland Parkway, W El Norte Parkway, Bennett Ave, Elser Ln, Nordahl Rd, Calavo Dr, Deodar Rd, Highway 78, Barham Dr, 2315-2339 Meyers Ave, Hill Valley Dr, County Club Dr, Auto Park Way, Highway 56, N Centre City Parkway, W Valley Parkway, N Juniper St, Highway 78, N Hickory St, E Mission Ave, Martin Dr, E Lincoln Ave, N Ash St, E Grand Ave, Bear Valley Parkway, Old Guerjito Rd, San Pasqual Battlefield State Historic Park, San Pasqual Trails Openspace, San Dieguito River Park, Bandy Canyon Rd, Santa Maria Creek, Highland Valley Rd, West Ridge Trail, Palmer Dr/Summerfield Ln, Pomerado Rd, et Carmel Mountain Ranch Openspace.
Les 50e et 49e sont divisées par Gopher Canyon Rd, Camino Cantera, Corre Camino, Tierra del Cielo, Elevado Rd, Vista Grande Dr, Warmlands Ave, Queens Way, Canciones del Cielo, Camino Loma Verde, Alessandro Trail, Friendly Dr, Edgehill Rd, Catalina Heights Way, Deeb Ct, Foothill Dr, Clarence Dr, Highway S14, Smilax Rd, Poinsetta Ave, W San Marcos Blvd, Diamond Trail Preserve, S Rancho Santa Rd, San Elijo Rd, Rancho Summitt Dr, Escondido Creek, El Camino del Norte, San Elijo Lagoon, Highland Dr, Avacado Pl, Jimmy Durante Blvd, San Dieguito Dr, 8th St, Nob Ave, Highway S21, and the San Diego Northern Railway.
Les 50e et 51e sont divisées par Camino del Norte, l'autoroute 15, Carmel Mountain Rd, Ted Williams Parkway, Del Mar Mesa Openspace, Los Penasquitos Creek, Inland Freeway, Governor Dr, Pavlov Ave, Stetson Ave, Millikin Ave, Regents Rd, Ducommun Ave, Bunch Ave, Branting St, Streseman St, Pennant Way, Highway 52, San Diego Freeway, Sea World Dr, Friars Rd, Kumeyaay Highway, et Highway 805.
Les 50e et 52e sont divisés par Iowa St, University Ave, Inland Freeway, Escondido Freeway, Martin Luther King Jr Freeway, John J Montgomery Freeway, and San Diego Bay.
La 50e district comprend les villes de Coronado, San Marcos et le sud d'Escondido, ainsi que les quartiers de San Diego de San Pasqual, Rancho Bernardo, La Jolla, Point Loma, University City, Torrey Pines, Mission Beach, North Park, Hillcrest, South Park, Golden Hill, Pacific Beach, Carmel Valley, Pacific Highlands Ranch et Black Mountain Ranch, ainsi que les census-designated places de Lake San Marcos, Harmony Grove, Elfin Forest, Del Rios, Rancho Santa Fe et Fairbanks Ranch.

### Villes et CDP de 10 000 personnes ou plus
- San Diego - 1 388 320
- Escondido - 151 038
- Rancho Bernardo - 133 481
- San Marcos - 94 833
- Coronado - 20 192

### Villes de 2500 à 10 000 personnes
- Lake San Marcos - 5328
- Rancho Santa Fe - 3156
- Fairbanks Ranch - 3002

## Historique de vote
| Année | Poste                               | Résultats                      |
| ----- | ----------------------------------- | ------------------------------ |
| 1992  | Président                           | Clinton 48,8 % – 30,0 %        |
| 1992  | Sénateur                            | Boxer 49,8 % – 39,0 %          |
| 1992  | Sénateur (Spéciale)                 | Feinstein 54,5 % – 35,6 %      |
| 1994  | Gouverneur                          | Wilson 50,6 % – 44,1 %         |
| 1994  | Sénateur                            | Feinstein 44,4 % - 40,0 %      |
| 1996  | Président                           | Clinton 59,7 % - 32,3 %        |
| 1998  | Gouverneur                          | Davis 63,4 % - 32,1 %          |
| 1998  | Sénateur                            | Boxer 59,0 % – 36,1 %          |
| 2000  | Président                           | Gore 59,0 % – 37,2 %           |
| 2000  | Sénateur                            | Feinstein 64,4 % – 27,8 %      |
| 2002  | Gouverneur                          | Simon 55,6 % – 37,3 %          |
| 2003  | Recall,                             | Oui 68,0 % - 32,0 %            |
| 2003  | Recall,                             | Schwarzenegger 63,1 % – 20,3 % |
| 2004  | Président                           | Bush 55,2 % – 43,9 %           |
| 2004  | Sénateur                            | Jones 48,2 % – 48,1 %          |
| 2006  | Gouverneur                          | Schwarzenegger 69,9 % – 26,3 % |
| 2006  | Sénateur                            | Feinstein 50,8 % – 45,2 %      |
| 2008  | Président                           | Obama 51,3 % – 47,1 %          |
| 2010  | Gouverneur                          | Whitman 55,2 % – 39,8,%        |
| 2010  | Sénateur                            | Fiorina 55,2 % – 39,8 %        |
| 2012  | Président                           | Romney 60,4 % – 37,6 %         |
| 2012  | Sénateur                            | Emken 60,5 % – 39,5%           |
| 2014  | Gouverneur                          | Kashkari 64,0 % – 36,0 %       |
| 2016  | Président                           | Trump 54,6 % – 39,6 %          |
| 2016  | Sénateur                            | Harris 54,9 % – 45,1 %         |
| 2018  | Gouverneur                          | Cox 59,1 % – 40,9 %            |
| 2018  | Lieutenant-Gouverneur,              | Kounalakis 59,7 % - 40,3 %     |
| 2018  | Secrétaire d'État,                  | Meuser 56,4 % - 43,6 %         |
| 2018  | Contrôleur,                         | Roditis 55,6 % - 44,4 %        |
| 2018  | Trésorier,                          | Conlon 56,7 % - 43,3 %         |
| 2018  | Procureur Général,                  | Bailey 57,5 % - 42,5 %         |
| 2018  | Commissaire aux Assurances,         | Poizner 62,4 % - 37,6 %        |
| 2018  | Board of Equalization, 4e district, | Anderson 59,8 % - 40,2 %       |
| 2018  | Sénateur                            | de León 52.1% – 47.9%          |
| 2020  | Président                           | Trump 52,7 % – 45,0 %          |
| 2021  | Recall                              | Oui 58,7 % - 41,3 %            |
| 2022  | Gouverneur                          | Newsom 61,0 % - 39,0 %         |
| 2022  | Sénateur                            | Padilla 62,7 % - 37,3 %        |
| 2022  | Sénateur (Spéciale)                 | Padilla 62,7 % - 37,3 %        |

## Liste des Représentants du district
| Membre                           | Parti       | Années                             | Congrès     | Histoire électorale | Zone géographique                                                    |
| -------------------------------- | ----------- | ---------------------------------- | ----------- | --- | -------------------------------------------------------------------- |
| District créée le 3 janvier 1993 |             |                                    |             | |                                                                      |
| Bob Filner                       | Démocrate   | 3 janvier 1993 - 3 janvier 2003    | 103e - 107e | Élu en 1992. Réélu en 1994. Réélu en 1996. Réélu en 2000. Redécoupage vers le 51e district.                                                                                      | 1993–2003 San Diego (Banlieue Sud)                                   |
| Duke Cunningham                  | Républicain | 3 janvier 2003 - 1er décembre 2005 | 108e , 109e | Redécoupage depuis le 51e district et réélu en 2002. Réélu en 2004. Démissionne après avoir plaidé coupable de plusieurs crimes.                                                 | 2003–2013 San Diego (Banlieue Nord)                                  |
| Vacant                           | Vacant      | 1er décembre 2005 - 13 juin 2006   | 109e        | | 2003–2013 San Diego (Banlieue Nord)                                  |
| Brian Bilbray (en)               | Républicain | 13 juin 2006 - 3 janvier 2013      | 109e - 112e | Élu pour terminer le mandat de Cunningham. Réélu en 2006. Réélu en 2008. Réélu en 2010. Redécoupage vers le 52e district et perds sa réélection.                                 | 2003–2013 San Diego (Banlieue Nord)                                  |
| Duncan D. Hunter                 | Républicain | 3 janvier 2013 - 13 janvier 2020   | 113e - 116e | Redécoupage depuis le 52e district et réélu en 2012. Réélu en 2014. Réélu en 2016. Réélu en 2018. Démissionne après avoir plaidé coupable de mauvais usage de fonds de campagne. | 2013–2023 Intérieur de San Diego (Escondido, Santee)                 |
| Vacant                           | Vacant      | 13 janvier 2020 - 3 janvier 2021   | 116e        | | 2013–2023 Intérieur de San Diego (Escondido, Santee)                 |
| Darrell Issa                     | Républicain | 3 janvier 2021 - 3 janvier 2023    | 117e        | Élu en 2020. Redécoupage vers le 48e district. | 2013–2023 Intérieur de San Diego (Escondido, Santee)                 |
| Scott Peters                     | Démocrate   | 3 janvier 2023 - en cours          | 118e - 119e | Redécoupage depuis le 52e district et réélu en 2022. Réélu en 2024. | 2023–Présent Parties côtières et centrales de la ville de San Diego. |

## Résultats des récentes élections
Voici les résultats des dix précédents cycles électoraux dans le district.

### 2004
| Élection de 2004 du 50e district congressionnel de Californie | Élection de 2004 du 50e district congressionnel de Californie | Élection de 2004 du 50e district congressionnel de Californie | Élection de 2004 du 50e district congressionnel de Californie | Élection de 2004 du 50e district congressionnel de Californie |
| ------------------------------------------------------------- | ------------------------------------------------------------- | ------------------------------------------------------------- | ------------------------------------------------------------- | ------------------------------------------------------------- |
| Parti                                                         | Parti                                                         | Candidat                                                      | Votes                                                         | %                                                             |
|                                                               | Républicain                                                   | Duke Cunningham (sortant)                                     | 169 025                                                       | 58,5                                                          |
|                                                               | Démocrate                                                     | Francine Busby                                                | 105 590                                                       | 36,5                                                          |
|                                                               | Vert                                                          | Gary M. Waayers                                               | 6504                                                          | 2,2                                                           |
|                                                               | American Independent                                          | Diane Templin                                                 | 4723                                                          | 1,6                                                           |
|                                                               | Libertarien                                                   | Brandon C. Osborne                                            | 3486                                                          | 1,2                                                           |
| Total des votes                                               | Total des votes                                               | Total des votes                                               | 289 328                                                       | 100%                                                          |
|                                                               | Les Républicains conservent                                   |                                                               |                                                               |                                                               |

### 2006 (Spéciale)
Le Représentant Cunningham a démissionné le 28 novembre 2005 à la suite d'un scandale de corruption. Une élection spéciale ouverte a eu lieu le 11 avril 2006. La Démocrate Francine Busby a remporté 44% des voix. Le deuxième finaliste était le républicain Brian Bilbray, qui a remporté 15% des voix. Paul King a été le premier du Parti Libertarien à obtenir des votes, avec 0,6 % des voix. Comme aucun candidat n'a obtenu la majorité simple, les meilleurs électeurs de chaque parti ont participé à un second tour ou à des élections générales spéciales le 6 juin 2006 (le même jour que la Primaire de Californie dans tout l'État). Bilbray a prêté serment le 13 juin, sur la base de décomptes non officiels, deux semaines avant la certification des élections. À la suite de cette action, une contestation judiciaire des résultats des élections déposée par les électeurs a été rejetée pour des motifs de compétence. Cette décision a été portée en appel sans succès.
| Élection Spéciale de 2006 du 50e district congressionnel de Californie | Élection Spéciale de 2006 du 50e district congressionnel de Californie | Élection Spéciale de 2006 du 50e district congressionnel de Californie | Élection Spéciale de 2006 du 50e district congressionnel de Californie | Élection Spéciale de 2006 du 50e district congressionnel de Californie |
| ---------------------------------------------------------------------- | ---------------------------------------------------------------------- | ---------------------------------------------------------------------- | ---------------------------------------------------------------------- | ---------------------------------------------------------------------- |
| Parti                                                                  | Parti                                                                  | Candidat                                                               | Votes                                                                  | %                                                                      |
|                                                                        | Républicain                                                            | Brian Bilbray (en)                                                     | 78 341                                                                 | 49,6                                                                   |
|                                                                        | Démocrate                                                              | Francine Busby                                                         | 71 146                                                                 | 45,0                                                                   |
|                                                                        | Indépendant                                                            | William Griffith                                                       | 6027                                                                   | 3,8                                                                    |
|                                                                        | Libertarien                                                            | Paul King                                                              | 2519                                                                   | 1,6                                                                    |
| Total des votes                                                        | Total des votes                                                        | Total des votes                                                        | 158 915                                                                | 100%                                                                   |
|                                                                        | Les Républicains conservent                                            |                                                                        |                                                                        |                                                                        |

### 2006
| Élection de 2006 du 50e district congressionnel de Californie | Élection de 2006 du 50e district congressionnel de Californie | Élection de 2006 du 50e district congressionnel de Californie | Élection de 2006 du 50e district congressionnel de Californie | Élection de 2006 du 50e district congressionnel de Californie |
| ------------------------------------------------------------- | ------------------------------------------------------------- | ------------------------------------------------------------- | ------------------------------------------------------------- | ------------------------------------------------------------- |
| Parti                                                         | Parti                                                         | Candidat                                                      | Votes                                                         | %                                                             |
|                                                               | Républicain                                                   | Brian Bilbray (en) (sortant)                                  | 118 018                                                       | 53,2                                                          |
|                                                               | Démocrate                                                     | Francine Busby                                                | 96 612                                                        | 43,5                                                          |
|                                                               | Libertarien                                                   | Paul King                                                     | 4119                                                          | 1,8                                                           |
|                                                               | Paix et Liberté                                               | Miriam E. Clark                                               | 3353                                                          | 1,5                                                           |
| Total des votes                                               | Total des votes                                               | Total des votes                                               | 222 102                                                       | 100%                                                          |
|                                                               | Les Républicains conservent                                   |                                                               |                                                               |                                                               |

### 2008
| Élection de 2008 du 50e district congressionnel de Californie | Élection de 2008 du 50e district congressionnel de Californie | Élection de 2008 du 50e district congressionnel de Californie | Élection de 2008 du 50e district congressionnel de Californie | Élection de 2008 du 50e district congressionnel de Californie |
| ------------------------------------------------------------- | ------------------------------------------------------------- | ------------------------------------------------------------- | ------------------------------------------------------------- | ------------------------------------------------------------- |
| Parti                                                         | Parti                                                         | Candidat                                                      | Votes                                                         | %                                                             |
|                                                               | Républicain                                                   | Brian Bilbray (en) (sortant)                                  | 157 502                                                       | 50,2                                                          |
|                                                               | Démocrate                                                     | Nick Leibham                                                  | 141 635                                                       | 45,2                                                          |
|                                                               | Libertarien                                                   | Wayne Dunlap                                                  | 14 365                                                        | 4,6                                                           |
| Total des votes                                               | Total des votes                                               | Total des votes                                               | 313 502                                                       | 100%                                                          |
|                                                               | Les Républicains conservent                                   |                                                               |                                                               |                                                               |

### 2010
| Élection de 2010 du 50e district congressionnel de Californie | Élection de 2010 du 50e district congressionnel de Californie | Élection de 2010 du 50e district congressionnel de Californie | Élection de 2010 du 50e district congressionnel de Californie | Élection de 2010 du 50e district congressionnel de Californie |
| ------------------------------------------------------------- | ------------------------------------------------------------- | ------------------------------------------------------------- | ------------------------------------------------------------- | ------------------------------------------------------------- |
| Parti                                                         | Parti                                                         | Candidat                                                      | Votes                                                         | %                                                             |
|                                                               | Républicain                                                   | Brian Bilbray (en) (sortant)                                  | 142 236                                                       | 56,7                                                          |
|                                                               | Démocrate                                                     | Francine Busby                                                | 97 813                                                        | 39,0                                                          |
|                                                               | Libertarien                                                   | Lars B. Grossmith                                             | 5546                                                          | 2,2                                                           |
|                                                               | Paix et Liberté                                               | Miriam E. Clark                                               | 5470                                                          | 2,1                                                           |
| Total des votes                                               | Total des votes                                               | Total des votes                                               | 251 065                                                       | 100%                                                          |
|                                                               | Les Républicains conservent                                   |                                                               |                                                               |                                                               |

### 2012
| Élection de 2012 du 50e district congressionnel de Californie | Élection de 2012 du 50e district congressionnel de Californie | Élection de 2012 du 50e district congressionnel de Californie | Élection de 2012 du 50e district congressionnel de Californie | Élection de 2012 du 50e district congressionnel de Californie |
| ------------------------------------------------------------- | ------------------------------------------------------------- | ------------------------------------------------------------- | ------------------------------------------------------------- | ------------------------------------------------------------- |
| Parti                                                         | Parti                                                         | Candidat                                                      | Votes                                                         | %                                                             |
|                                                               | Républicain                                                   | Duncan D. Hunter (sortant)                                    | 174 838                                                       | 67,6                                                          |
|                                                               | Démocrate                                                     | David B. Secor                                                | 83 455                                                        | 32,4                                                          |
| Total des votes                                               | Total des votes                                               | Total des votes                                               | 258 293                                                       | 100%                                                          |
|                                                               | Les Républicains conservent                                   |                                                               |                                                               |                                                               |

### 2014
| Élection de 2014 du 50e district congressionnel de Californie | Élection de 2014 du 50e district congressionnel de Californie | Élection de 2014 du 50e district congressionnel de Californie | Élection de 2014 du 50e district congressionnel de Californie | Élection de 2014 du 50e district congressionnel de Californie |
| ------------------------------------------------------------- | ------------------------------------------------------------- | ------------------------------------------------------------- | ------------------------------------------------------------- | ------------------------------------------------------------- |
| Parti                                                         | Parti                                                         | Candidat                                                      | Votes                                                         | %                                                             |
|                                                               | Républicain                                                   | Duncan D. Hunter (sortant)                                    | 111 997                                                       | 71,2                                                          |
|                                                               | Démocrate                                                     | James H. Kimber                                               | 45 302                                                        | 28,8                                                          |
| Total des votes                                               | Total des votes                                               | Total des votes                                               | 157 299                                                       | 100%                                                          |
|                                                               | Les Républicains conservent                                   |                                                               |                                                               |                                                               |

### 2016
| Élection de 2016 du 50e district congressionnel de Californie | Élection de 2016 du 50e district congressionnel de Californie | Élection de 2016 du 50e district congressionnel de Californie | Élection de 2016 du 50e district congressionnel de Californie | Élection de 2016 du 50e district congressionnel de Californie |
| ------------------------------------------------------------- | ------------------------------------------------------------- | ------------------------------------------------------------- | ------------------------------------------------------------- | ------------------------------------------------------------- |
| Parti                                                         | Parti                                                         | Candidat                                                      | Votes                                                         | %                                                             |
|                                                               | Républicain                                                   | Duncan D. Hunter (sortant)                                    | 179 937                                                       | 63,5                                                          |
|                                                               | Démocrate                                                     | Patrick Malloy                                                | 103 646                                                       | 36,5                                                          |
| Total des votes                                               | Total des votes                                               | Total des votes                                               | 283 583                                                       | 100%                                                          |
|                                                               | Les Républicains conservent                                   |                                                               |                                                               |                                                               |

### 2018
| Élection de 2018 du 50e district congressionnel de Californie | Élection de 2018 du 50e district congressionnel de Californie | Élection de 2018 du 50e district congressionnel de Californie | Élection de 2018 du 50e district congressionnel de Californie | Élection de 2018 du 50e district congressionnel de Californie |
| ------------------------------------------------------------- | ------------------------------------------------------------- | ------------------------------------------------------------- | ------------------------------------------------------------- | ------------------------------------------------------------- |
| Parti                                                         | Parti                                                         | Candidat                                                      | Votes                                                         | %                                                             |
|                                                               | Républicain                                                   | Duncan D. Hunter (sortant)                                    | 134 362                                                       | 51,7                                                          |
|                                                               | Démocrate                                                     | Ammar Campa-Najjar                                            | 125 448                                                       | 48,3                                                          |
| Total des votes                                               | Total des votes                                               | Total des votes                                               | 259 808                                                       | 100%                                                          |
|                                                               | Les Républicains conservent                                   |                                                               |                                                               |                                                               |

### 2020
| Élection de 2020 du 50e district congressionnel de Californie | Élection de 2020 du 50e district congressionnel de Californie | Élection de 2020 du 50e district congressionnel de Californie | Élection de 2020 du 50e district congressionnel de Californie | Élection de 2020 du 50e district congressionnel de Californie |
| ------------------------------------------------------------- | ------------------------------------------------------------- | ------------------------------------------------------------- | ------------------------------------------------------------- | ------------------------------------------------------------- |
| Parti                                                         | Parti                                                         | Candidat                                                      | Votes                                                         | %                                                             |
|                                                               | Républicain                                                   | Darrel Issa                                                   | 195 510                                                       | 54,0                                                          |
|                                                               | Démocrate                                                     | Ammar Campa-Najjar                                            | 166 859                                                       | 46,0                                                          |
| Total des votes                                               | Total des votes                                               | Total des votes                                               | 362 369                                                       | 100%                                                          |
|                                                               | Les Républicains conservent                                   |                                                               |                                                               |                                                               |

### 2022
La Californie a tenu sa Primaire Jungle le 7 juin 2022, selon ce système de Primaire, tous les candidats sont sur le même bulletin de vote, et les deux arrivés en tête s'affronteront le jour de l'Élection Générale, à savoir le 8 novembre 2022.
| Primaire Jungle 2022 du 50e district congressionnel de Californie | Primaire Jungle 2022 du 50e district congressionnel de Californie | Primaire Jungle 2022 du 50e district congressionnel de Californie | Primaire Jungle 2022 du 50e district congressionnel de Californie | Primaire Jungle 2022 du 50e district congressionnel de Californie |
| ----------------------------------------------------------------- | ----------------------------------------------------------------- | ----------------------------------------------------------------- | ----------------------------------------------------------------- | ----------------------------------------------------------------- |
| Parti                                                             | Parti                                                             | Candidat                                                          | Votes                                                             | %                                                                 |
|                                                                   | Démocrate                                                         | Scott Peters (sortant)                                            | 89 894                                                            | 52,3                                                              |
|                                                                   | Républicain                                                       | Corey Gustafson                                                   | 51 312                                                            | 29,9                                                              |
|                                                                   | Démocrate                                                         | Kylie Taitano                                                     | 16 065                                                            | 9,4                                                               |
|                                                                   | Républicain                                                       | David Chiddick                                                    | 9333                                                              | 5,4                                                               |
|                                                                   | Indépendant                                                       | Adam Schindler                                                    | 5168                                                              | 3,0                                                               |

| Élection de 2022 du 50e district congressionnel de Californie | Élection de 2022 du 50e district congressionnel de Californie | Élection de 2022 du 50e district congressionnel de Californie | Élection de 2022 du 50e district congressionnel de Californie | Élection de 2022 du 50e district congressionnel de Californie |
| ------------------------------------------------------------- | ------------------------------------------------------------- | ------------------------------------------------------------- | ------------------------------------------------------------- | ------------------------------------------------------------- |
| Parti                                                         | Parti                                                         | Candidat                                                      | Votes                                                         | %                                                             |
|                                                               | Démocrate                                                     | Scott Peters (sortant)                                        | 168 816                                                       | 62,8                                                          |
|                                                               | Républicain                                                   | Corey Gustafson                                               | 99 819                                                        | 37,2                                                          |
| Total des votes                                               | Total des votes                                               | Total des votes                                               | 268 635                                                       | 100%                                                          |
|                                                               | Les Démocrates conservent                                     |                                                               |                                                               |                                                               |

### 2024
La Californie a tenu sa Primaire Jungle le 5 mars 2024, selon ce système de Primaire, tous les candidats sont sur le même bulletin de vote, et les deux arrivés en tête s'affronteront le jour de l'Élection Générale, à savoir le 5 novembre 2024.
| Primaire Jungle 2024 du 50e district congressionnel de Californie | Primaire Jungle 2024 du 50e district congressionnel de Californie | Primaire Jungle 2024 du 50e district congressionnel de Californie | Primaire Jungle 2024 du 50e district congressionnel de Californie | Primaire Jungle 2024 du 50e district congressionnel de Californie |
| ----------------------------------------------------------------- | ----------------------------------------------------------------- | ----------------------------------------------------------------- | ----------------------------------------------------------------- | ----------------------------------------------------------------- |
| Parti                                                             | Parti                                                             | Candidat                                                          | Votes                                                             | %                                                                 |
|                                                                   | Démocrate                                                         | Scott Peters (sortant)                                            | 97 601                                                            | 57,0                                                              |
|                                                                   | Républicain                                                       | Peter Bono                                                        | 40 284                                                            | 23,5                                                              |
|                                                                   | Républicain                                                       | Solomon Moss                                                      | 20 252                                                            | 11,8                                                              |
|                                                                   | Démocrate                                                         | Timothy Bilash                                                    | 13 106                                                            | 7,7                                                               |

| Élection de 2024 du 50e district congressionnel de Californie | Élection de 2024 du 50e district congressionnel de Californie | Élection de 2024 du 50e district congressionnel de Californie | Élection de 2024 du 50e district congressionnel de Californie | Élection de 2024 du 50e district congressionnel de Californie |
| ------------------------------------------------------------- | ------------------------------------------------------------- | ------------------------------------------------------------- | ------------------------------------------------------------- | ------------------------------------------------------------- |
| Parti                                                         | Parti                                                         | Candidat                                                      | Votes                                                         | %                                                             |
|                                                               | Démocrate                                                     | Scott Peters (sortant)                                        | 231 836                                                       | 64,3                                                          |
|                                                               | Républicain                                                   | Peter Bono                                                    | 128 859                                                       | 35,7                                                          |
| Total des votes                                               | Total des votes                                               | Total des votes                                               | 360 695                                                       | 100%                                                          |
|                                                               | Les Démocrates conservent                                     |                                                               |                                                               |                                                               |

## Frontières historiques du district

### 44edistrict
Dans les années 1980, le 44e district congressionnel de Californie était l'un des quatre englobant San Diego. Le district était détenu depuis huit ans par le Démocrate Jim Bates et était considéré comme le district le plus Démocrate de la région de San Diego. Cependant, Bates s'est enlisé dans un scandale impliquant des accusations de harcèlement sexuel.
Randy "Duke" Cunningham a remporté l'investiture Républicaine et a martelé Bates à propos du scandale. Cunningham a gagné par un point. La région de San Diego était entièrement représentée par les républicains pour la deuxième fois seulement depuis que la ville a été divisée en trois districts après le recensement américain de 1960. Après sa victoire, Cunningham a changé sa résidence officielle de sa maison de Del Mar à un condominium dans le quartier de Mission Valley à San Diego, afin qu'il puisse résider dans le district qu'il représentait au Congrès.

### 41edistrict
Dans les années 1980, le 41e district congressionnel de Californie était un autre des quatre englobant San Diego. Le district du nord du Comté de San Diego était détenu depuis 12 ans par le Républicain Bill Lowery et était considéré comme le district le plus républicain de la région de San Diego. La majeure partie du district est devenue le 51e district congressionnel de Californie après le redécoupage des États à la suite du recensement de 1990 aux États-Unis.
En 1992, Cunningham a fait campagne contre Lowery dans le district de Lowery lors de la primaire républicaine. Le nouveau 51e district était plus dominé par les Blancs et était plus conservateur que l'ancien 41e district plus urbain de Cunningham situé plus au sud. Lowery a été entaché par le scandale du cerf-volant de House Check et a perdu la primaire contre Cunningham. Ce dernier, un officier de carrière de la Marine, s'était présenté sur le thème de la campagne "Un membre du Congrès dont nous pouvons être fiers". Après avoir gagné, Cunningham a changé sa résidence officielle pour revenir à sa maison de Del Mar dans l'ancien 41e / nouveau 51e district.

### 2003 - 2013
De 2003 à 2013, le 50e district se composait de la région côtière nord du Comté de San Diego et comprenait les banlieues de San Marcos, Carlsbad, Encinitas, Solana Beach et Escondido.

## Dans la culture populaire
Le 29 novembre 2005, Stephen Colbert de The Colbert Report de Comedy Central a déclaré dans son émission que le 50edistrict congressionnel était "mort" pour lui après son soutien insuffisant à son "ami" Duke Cunningham. Colbert a placé le district sur le tableau en constante évolution "Dead to Me" de l'émission, affirmant qu'il considérait désormais le nombre de districts congressionnel aux États-Unis comme étant de 434. (Le nombre est devenu 433 lorsqu'il a retiré le 22e district du Texas pour son soutien insuffisant pour Tom DeLay.) Le 1er mars 2006, il a "rétrogradé" le statut du 50e district de "mort pour moi" à "n'a jamais existé pour moi".